# Беляєво (станція метро)
55°38′34″ пн. ш. 37°31′34″ сх. д. / 55.64278° пн. ш. 37.52611° сх. д.
«Беляєво» (рос. Беляево) — станція Калузько-Ризької лінії Московського метрополітену. Розташована між станціями «Калузька» і «Коньково».
Станція побудована в 1974 у складі дільниці «Нові Черемушки» — «Беляєво».

## Вестибюлі
Наземний вестибюль відсутній, вихід в місто здійснюється по підземних переходах на Профсоюзну вулицю і вулицю Миклухо-Маклая.

## Пересадки
- Автобуси: м90, с2, 49, 145, 196, 235, 261, 273, 295, 361, 374, 404, 639, 699, 712, 752, 754, 816, 945, т72, т81, П1

## Технічна характеристика
Конструкція станції — колонна трипрогінна мілкого закладення (глибина закладення — 12 м). На станції — 52 колони з кроком 6,5 м.

## Оздоблення
Колони оздоблені білим мармуром; колійні стіни оздоблено світло-кремовою керамічної плиткою і прикрашено металевими вставками за мотивами російських народних казок; підлогу викладено сірим гранітом; цікавою деталлю є відлита дата відкриття станції, яку і обрамляють металеві вставки.

## Колійний розвиток

Схема колійного розвитку станції «Беляєво»

Станція з колійним розвитком — 6 стрілочних переводів, перехресний з'їзд і 2 станційні колії для обороту та відстою рухомого складу.